# È sbagliato cercare di incontrare ragazze in un Dungeon? - Il film: La freccia di Orione
È sbagliato cercare di incontrare ragazze in un Dungeon? - Il film: La freccia di Orione (劇場版 ダンジョンに出会いを求めるのは間違っているだろうか ー オリオンの矢 ー?, Danjon ni deai o motomeru no wa machigatteiru darō ka ーOrion no yaー), o più semplicemente DanMachi - La freccia di Orione, è un film d'animazione del 2019 diretto da Katsushi Sakurabi. È basato sulla serie di light novel e anime DanMachi, ed è ambientato tra la prima e la seconda stagione dell'anime. 

## Trama
Bell Cranel partecipa a una normale giornata a Orario, esplorando il dungeon con Liliruca Arde e Welf Crozzo, prima di partecipare al Festival della Luna Nuova insieme alla sua dea, Estia. Vedono Ermes che lancia una sfida per estrarre una lancia da un cristallo, affermando che chiunque ci riesca sarà benedetto dalla dea della castità e potrà fare un viaggio fuori città. Estia convince Bell a provare e quando lui tocca la lancia, sente una voce che dice "trovato", facendo frantumare il cristallo. Ermes si congratula con Bell e presenta la sponsor dell'evento, Artemide, una vecchia amica di Hestia, che è felice di rivederla, ma è scioccata quando la vede abbracciare Bell, chiamandolo il suo "Orione".
Ermes informa il gruppo di Estia che Artemide ha sponsorizzato l'evento per cercare aiuto per sconfiggere un mostro fuori da Orario con cui la sua Famiglia aveva avuto problemi. Bell chiede perché dovrebbe essere lui, visto che ci sono avventurieri più forti, ma Artemide insiste, visto che la lancia lo ha scelto, per via della sua anima pura. Estia accetta la missione, con Lili e Welf che si uniscono a loro.
Dopo una settimana trascorsa a volare sui draghi verso la loro destinazione, il gruppo salva una madre e suo figlio da alcuni mostri. Bell li sconfigge facilmente usando la lancia, ma Ermes lo avverte di non usarla più. Accampati per la notte, il gruppo discute dell'epidemia di mostri di cui hanno sentito parlare dalla madre, con Ermes che si chiede se abbia a che fare con la loro missione. Spiega che alle Rovine di Elsus c'era un mostro chiamato "Antares" che era stato sigillato molto tempo fa, ma che da allora ha iniziato a riacquistare potere, quindi lui e Artemide si sono uniti per sconfiggerlo, informandoli anche che la lancia che possiedono è fondamentale per uccidere Antares. Prima di andare a dormire, Estia e Artemide parlano di come si sentono riguardo a Bell, con Artemide che fa anche vagamente riferimento a ciò che è successo con la sua Famiglia, ed Estia che nota quanto sia cambiata.
Il giorno dopo, il gruppo sta per raggiungere la destinazione, ma viene scaraventato giù dal cielo da una raffica di lance di luce, che li fa atterrare in una foresta morta lì vicino. Sono circondati da un gruppo di mostri, ma vengono salvati da Ryuu Lyon, che sta aiutando il resto della Famiglia Ermes, che ha atteso il ritorno di quest'ultimo. Asfi spiega la situazione, come i mostri hanno devastato la terra e che non sono riusciti a raggiungere il cancello che blocca il loro percorso verso Antares.
Quella notte, Ermes e i ragazzi tentano di spiare le donne mentre fanno il bagno, ma vengono rapidamente sventati, mentre nel trambusto, Bell riesce a scappare e si imbatte in Artemide che fa il bagno da sola. I due parlano della sua relazione con Estia e di che tipo di eroe Bell voglia diventare, prima che Artemide chieda a Bell di ballare. Lui accetta e lei parla a Bell dei 10.000 anni di amore che erano stati promessi agli dei quando scesero sulla Terra.
La mattina seguente, il gruppo pianifica le proprie strategie di battaglia, con la Famiglia Ermes che funge da esca, mentre Artemide, Ermes, Bell e gli altri si lanciano all'assalto delle rovine. Riescono a passare attraverso il cancello grazie ad Artemide, ma si ritrovano a lottare contro i mostri che, come apprendono, sono capaci di autorigenerarsi ed evolversi. Nel frattempo, a Orario, i mostri nel dungeon hanno iniziato a impazzire, portando la Gilda a emettere una richiesta di emergenza per avventurieri di prima classe per occuparsene.
Il gruppo di Artemide raggiunge finalmente la posizione di Antares, per trovare sorprendentemente il grande mostro che contiene il corpo cristallizzato di Artemide nel suo petto. Ermes rivela quindi che l'Artemide con cui si sono avventurati era solo un frammento dell'originale, e ora con il corpo di Artemide al suo interno, Antares ha acquisito la capacità di utilizzare il suo potere divino. Di conseguenza, Antares spara un raggio di luce in una cicatrice a forma di luna crescente nel cielo, creando quella che sembra essere una seconda luna, qualcosa che gli Dei di Orario riconoscono come un incantesimo di Arcanum: "Freccia di Artemide". La Famiglia Loki, e poi anche la Famiglia Freya, si occupano di trattenere i mostri infuriati dal fuggire dal dungeon.
Ermes continua a spiegare che la lancia è in realtà una freccia creata da Artemide, abbastanza potente da uccidere persino gli Dei, con la freccia chiamata "Orione", portando Asfi a realizzare che Bell è stato incaricato di uccidere Artemide. Bell tenta di combattere la bestia usando solo le sue abilità, ma si dimostra inefficace poiché si rigenera semplicemente, mentre l'Artemide "frammento" riesce a impedire un attacco per salvare il gruppo, prima di scomparire. Bell va in stato di shock e mentre il gruppo funge da esca per tenere occupata Antares, le grida di Estia per salvare Artemide riportano Bell alla ragione. Usando Orione, potenziato dalla sua abilità di Argonauta, Bell uccide Antares e procede a usare il suo coltello per rompere il cristallo in cui era intrappolata Artemide, pugnalandola al cuore.
Un'apparizione di Artemide appare davanti a Bell e gli rivela che anche gli Dei si reincarnano, anche se per quanto tempo ciò possa durare nemmeno lei lo sa. Spera in lacrime che la prossima volta che si incontreranno, avranno una storia d'amore lunga 10.000 anni. Tornati nella realtà, il corpo di Antares viene distrutto e l'incantesimo Arcanum viene spezzato, calmando i mostri di Orario. Fuori dalle rovine, Estia consola Bell mostrandogli che la sua eroica azione non solo ha salvato Artemide, ma anche la foresta circostante. Bell ed Estia si riuniscono con i loro amici e si preparano a tornare a casa.

## Promozione e distribuzione
Il film è basato su DanMachi, ma presenta una storia originale scritta dall'autore Fujino Ōmori. È stato annunciato il 18 febbraio 2018, assieme alla seconda stagione di DanMachi, durante l'evento GA Bunko 2018 Happyō Stage al Wonder Festival. La pellicola è stata diretta da Katsushi Sakurabi, scritta da Fujino Ōmori, le animazioni sono state curate nuovamente dallo studio J.C.Staff mentre la colonna sonora è stata affidata a Keiji Inai, ed è stata proiettata nei cinema giapponesi il 15 febbraio 2019 sotto distribuzione Warner Bros.. I membri principali del cast e dello staff sono tornati a ricoprire i rispettivi ruoli. Yuka Iguchi ha cantato la sigla Onaji sora no shita de (おなじ空の下で? lett. "Sotto lo stesso cielo"). In Italia i diritti del film sono stati acquisiti da Yamato Video che lo ha distribuito sul canale Anime Generation di Prime Video il 5 marzo 2022.

## Accoglienza
Richard Eisenbeis di Anime News Network ha assegnato un punteggio complessivo di B al film. Ha elogiato la storia originale, sottolineando la sua creatività e il suo potenziale. Tuttavia, ha anche criticato il film per essersi "spinto troppo in là", rendendo difficile il ritorno credibile allo status quo alla fine della narrazione.